# Foreste montane dell'Etiopia
Le foreste montane dell'Etiopia sono un'ecoregione dell'ecozona afrotropicale, definita dal WWF (codice ecoregione: AT0112), che si estende attraverso l'Etiopia, l'ovest dell'Eritrea, il sud-est del Sudan e il nord-ovest della Somalia (Somaliland).

## Territorio
È un'ecoregione di foresta pluviale che occupa una superficie di 248.800 chilometri quadrati sull'acrocoro etiopico e sui monti Itbay ad altitudini comprese tra i 1100 e i 1800 metri di quota, in aree appartenenti politicamente ad Etiopia, Eritrea, Sudan e Somalia (Somaliland).
Le precipitazioni annue variano tra i 600 e gli oltre 1500 mm, a seconda delle zone. L'umidità è elevata. Le temperature massime oscillano tra i 18 e i 24 °C, e le minime tra i 12 e i 15 °C.

## Flora
In questa zona si distinguono varie comunità di piante: la kolla, una foresta aperta di bassa quota, dominata da specie di Terminalia, Commiphora, Boswellia e Acacia; la weyna dega, che si incontra in zone più elevate e umide, e dominata da conifere come Podocarpus falcatus e Juniperus procera; la foresta di Harenna, con un sottobosco caratterizzato da una vegetazione arbustiva dominata dal caffè arabico e ricoperto da una volta aperta di Warburgia ugandensis, Croton macrostachyus, Syzygium guineense e Podocarpus falcatus.

## Fauna
La fauna della regione è ancora poco studiata. Tra i mammiferi presenti spiccano il toporagno di Harenna (Crocidura harenna), il topo Grammomys minnae, il tragelafo striato (Tragelaphus scriptus), il babbuino verde (Papio anubis), il guereza (Colobus guereza), il cercopiteco grigioverde (Chlorocebus aethiops), la silvicapra (Sylvicapra grimmia), il facocero orientale (Phacochoerus aethiopicus), il potamochero rosso (Potamochoerus porcus), l'ippopotamo (Hippopotamus amphibius), il caracal (Caracal caracal), il lupo africano (Canis lupaster), lo sciacallo dalla gualdrappa (Canis mesomelas), il leopardo (Panthera pardus), il leone (Panthera leo), la iena maculata (Crocuta crocuta), il serval (Leptailurus serval), l'alcelafo di Swayne (Alcelaphus buselaphus swaynei), il dik-dik di Günther (Madoqua guentheri) e il kudù maggiore (Tragelaphus strepsiceros).
Tra gli endemismi figurano quattro specie di uccelli in pericolo di estinzione: il francolino di Gibuti (Pternistis ochropectus), il francolino di Harwood (Pternistis harwoodi), il turaco di Ruspoli (Tauraco ruspolii) e il beccasemi golagialla (Crithagra flavigula).
Tra gli endemismi ricordiamo inoltre due specie di camaleonti (Chamaeleo balebicornutus e Chamaeleo harennae), due rane arboricole della famiglia Hyperoliidae (Afrixalus clarkei e Afrixalus enseticola), due rane grillo (Phrynobatrachus bottegi e Phrynobatrachus sciangallarum) e una cecilia (Sylvacaecilia grandisonae).

## Conservazione
L'ecoregione viene considerata in pericolo critico: le aree rimaste ancora allo stato primigenio sono molto poche e frammentate. La protezione è scarsa. Piccole aree dell'ecoregione sono incluse in vari parchi nazionali etiopi, come il parco nazionale dell'Awash, il parco nazionale dell'Omo e il parco nazionale di Nechisar.